# Fons van der Stee

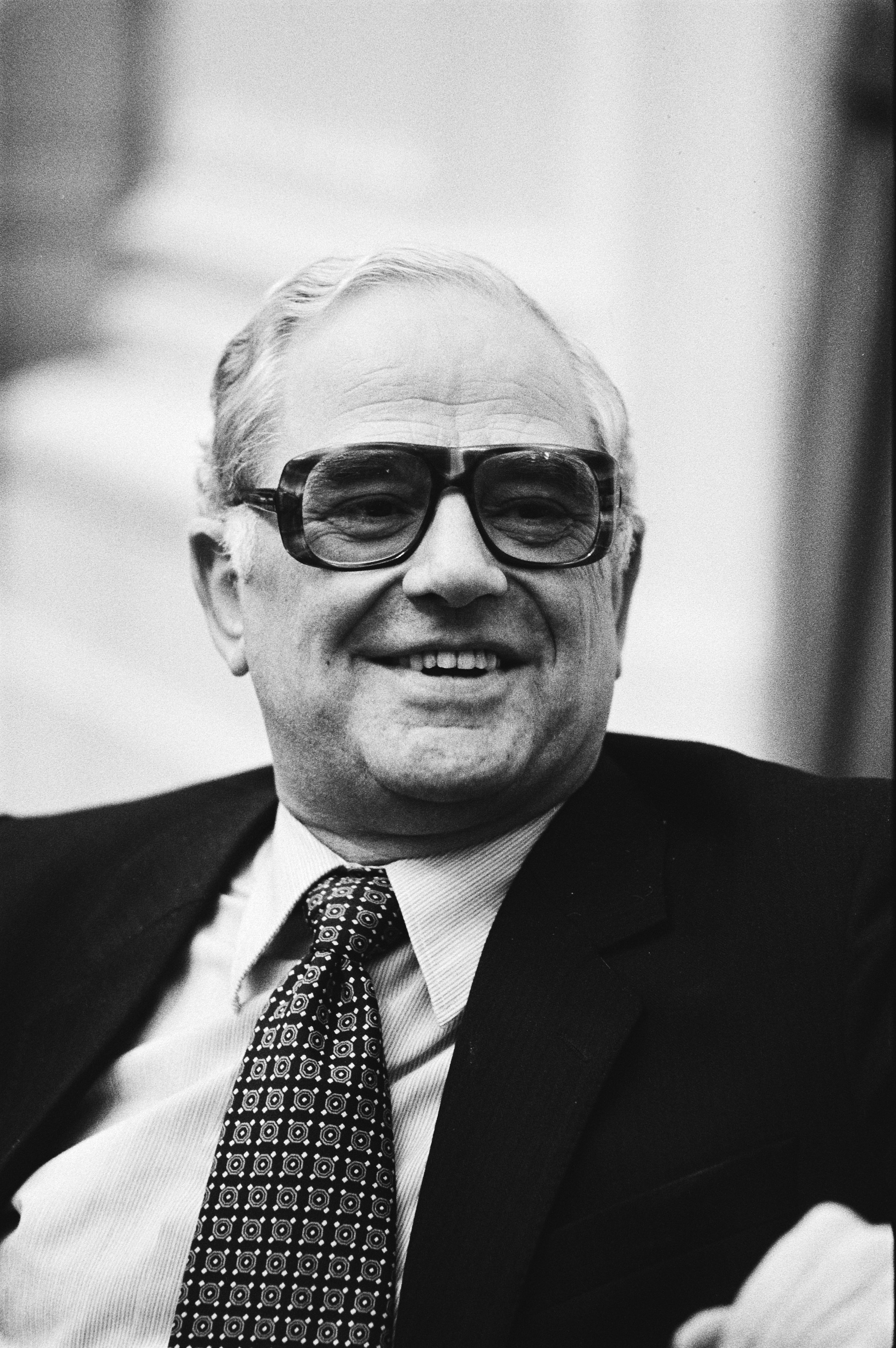
Fons van der Stee (1979)

Alphonsus „Fons“ Petrus Johannes Mathildus Maria van der Stee (* 30. Juli 1928 in Langeweg, Provinz Nordbrabant; † 6. September 1999 in Den Haag) war ein niederländischer Politiker der Katholieke Volkspartij (KVP) sowie später des Christen-Democratisch Appèl (CDA), der sowohl Mitglied der Zweiten Kammer als auch der Ersten Kammer war. Er war zwischen 1973 und 1980 Minister für Landwirtschaft und Fischerei im Kabinett von Ministerpräsident Joop den Uyl sowie im ersten Kabinett von Dries van Agt. Im ersten Kabinett, zweiten und dritten Kabinett von Ministerpräsident Dries van Agt war er zudem zwischen 1980 und 1982 Finanzminister sowie von 1977 bis 1981 auch Minister für Angelegenheiten der Niederländischen Antillen.

## Leben

### Steuerberater, Abgeordneter und Staatssekretär
Van der Stee begann nach dem Besuch des Sint Canisius College ein Studium im Fach Recht der Niederlande an der Katholieke Universiteit Nijmegen, das er am 29. Februar 1956 abschloss. Im Anschluss begann er eine berufliche Tätigkeit als Steuerberater und war bis 1971 als Partner der Steuerberatungsgesellschaft Begeyn, Van Arkel en Co. in Arnhem tätig. Er wurde 1964 Mitglied des Parteivorstandes der KVP. Nachdem er zwischen 1965 und 1966 zunächst kommissarischer Schatzmeister war, fungierte er zwischen dem 1. Juli 1966 und dem 30. März 1968 als Schatzmeister der KVP.
Im Anschluss war van der Stee vom 30. März 1968 bis zum 13. Juli 1971 Vorsitzender der KVP und in dieser Funktion zwischen August und Oktober 1970 auch Mitglied der Kommission für ein Gemeinsames Notprogramm von KVP, Anti-Revolutionaire Partij (ARP) und Christelijk-Historische Unie (CHU).
Am 11. Mai 1971 wurde er als Kandidat der KVP zum Mitglied der Ersten Kammer der Generalstaaten gewählt und gehörte dieser bis zum 14. Juli 1971 an. Danach wurde er am 14. Juli 1971 von Ministerpräsident Barend Biesheuvel zum Staatssekretär im Finanzministerium ernannt und war dort bis zum 12. März 1973 für die Finanzen der Kommunen und Provinzen zuständig. Als solcher war er einer der engsten Mitarbeiter von Roelof Nelissen, dem Finanzminister im Kabinett Biesheuvel. Zwischenzeitlich wurde er am 12. Dezember 1972 Mitglied der Zweiten Kammer der Generalstaaten, der er bis zum 11. Mai 1973 angehörte.
Ministerpräsident Joop den Uyl ernannte ihn am 11. Mai 1973 wieder zum Staatssekretär im Finanzministerium, wobei er dieses Mal als engster Berater von Finanzminister Wim Duisenberg für Steuerangelegenheiten zuständig war.

### Landwirtschafts- und Finanzminister
Nachdem sein Parteifreund Tiemen Brouwer am 1. November 1973 aus gesundheitlichen Gründen vom Amt als Minister für Landwirtschaft und Fischerei (Minister van Landbouw en Visserij) zurücktreten musste, übernahm van der Stee diesen Ministerposten im Kabinett den Uyl. Dieses Ministeramt bekleidete er auch im ersten Kabinett von Ministerpräsident Dries van Agt bis zum 5. März 1980. Zwischenzeitlich war er vom 8. Juni bis zum 8. September 1977 wieder Mitglied der Ersten Kammer der Generalstaaten.
Im Rahmen einer Regierungsumbildung wurde van der Stee, der zugleich vom 19. Dezember 1977 bis zum 11. September 1981 auch Minister mit der Zuständigkeit für die Koordination der Angelegenheiten der Niederländischen Antillen war, am 5. März 1980 von Ministerpräsident van Agt als Nachfolger von Gijs van Aardenne zum Finanzminister (Minister van Financiën) ernannt. Das Amt des Finanzministers hatte er auch im zweiten und dritten Kabinett van Agt bis zum 4. November 1982 inne.
Für seine langjährigen politischen Verdienste wurde van der Stee nach seinem Ausscheiden aus der Regierung am 9. Dezember 1982 mit dem Großkreuz des Ordens von Oranien-Nassau geehrt.

## Hintergrundliteratur
- J.M. Bik: Een goede invaller. F. van der Stee (1928-1999), in: NRC Handelsblad vom 10. September 1999
- A.A.M. van Agt: In memoriam Fons van der Stee, in: Tweede Jaarboek Parlementaire Geschiedenis, 2000